# Bowie Horvat
Bowie Horvat, dit Bo Horvat, (né le 5 avril 1995 à London, dans la province de l'Ontario au Canada) est un joueur professionnel canadien de hockey sur glace.

## Biographie

### Carrière junior
Il est sélectionné au 9e rang au total lors du repêchage de la Ligue de hockey de l'Ontario (LHO) 2011 par les Knights de London.

### Carrière professionnelle
Il est repêché en 9e position du repêchage d'entrée dans la LNH 2013 par les Canucks de Vancouver.
Il commence sa carrière professionnelle avec les Comets d'Utica en 2014-2015. Il fait ses débuts dans la LNH le 4 novembre 2014, contre l'Avalanche du Colorado. Le 20 novembre 2014, lors d'un match contre les Ducks d'Anaheim, Horvat marque son premier but dans la LNH. Il dispute son premier match de séries éliminatoires en 2015 contre les Flames de Calgary, marquant un but en 6 matchs.
En 2017, Horvat dispute son premier match des étoiles dans la LNH après avoir récolté 13 buts et 16 assistances. 
Le 8 septembre 2017, il signe un nouveau contrat de 6 ans avec les Canucks, d'une valeur de 33 millions de dollars. 
Le 9 octobre 2019, Horvat est nommé 14e capitaine de l'histoire des Canucks de Vancouver,. Le 22 octobre 2019, il inscrit son premier coup du chapeau lors d'un match contre les Red Wings de Détroit. Horvat mène l'équipe en nombre de buts en séries éliminatoires (10) en 2020 alors que les Canucks font leur retour en séries pour la première fois depuis sa saison recrue.
Après avoir passé neuf saisons avec les Canucks, il est échangé aux Islanders de New York le 30 janvier 2023 contre Anthony Beauvillier, l’espoir Aatu Raty ainsi qu'un choix conditionnel de première ronde en 2023. Si le choix de première ronde des Islanders figure parmi les 12 premiers, ceux-ci conserveront leur choix et les Canucks obtiendront le choix de première ronde des Islanders en 2024. Dans cette transaction, les Canucks retiennent 25% du salaire de la dernière année de contrat de Horvat.

### Vie privée
Il est le cousin du joueur de hockey professionnel Travis Konecny.

## Statistiques

### En club
| Saison     | Équipe                | Ligue      |     | Saison régulière | Saison régulière | Saison régulière | Saison régulière | Saison régulière |    | Séries éliminatoires | Séries éliminatoires | Séries éliminatoires | Séries éliminatoires | Séries éliminatoires |
| Saison     | Équipe                | Ligue      | PJ  | B                | A                | Pts              | Pun              | PJ               | B  | A                    | Pts                  | Pun                  |                      |                      |
| 2011-2012  | Knights de London     | LHO        | 64  | 11               | 19               | 30               | 8                | 18               | 1  | 3                    | 4                    | 0                    |                      |                      |
| 2012-2013  | Knights de London     | LHO        | 67  | 33               | 28               | 61               | 29               | 21               | 16 | 7                    | 23                   | 10                   |                      |                      |
| 2013-2014  | Knights de London     | LHO        | 54  | 30               | 44               | 74               | 36               | 9                | 5  | 6                    | 11                   | 4                    |                      |                      |
| 2014-2015  | Comets d'Utica        | LAH        | 5   | 0                | 0                | 0                | 4                | -                | -  | -                    | -                    | -                    |                      |                      |
| 2014-2015  | Canucks de Vancouver  | LNH        | 68  | 13               | 12               | 25               | 16               | 6                | 1  | 3                    | 4                    | 2                    |                      |                      |
| 2015-2016  | Canucks de Vancouver  | LNH        | 82  | 16               | 24               | 40               | 18               | -                | -  | -                    | -                    | -                    |                      |                      |
| 2016-2017  | Canucks de Vancouver  | LNH        | 81  | 20               | 32               | 52               | 27               | -                | -  | -                    | -                    | -                    |                      |                      |
| 2017-2018  | Canucks de Vancouver  | LNH        | 64  | 22               | 22               | 44               | 10               | -                | -  | -                    | -                    | -                    |                      |                      |
| 2018-2019  | Canucks de Vancouver  | LNH        | 82  | 27               | 34               | 61               | 33               | -                | -  | -                    | -                    | -                    |                      |                      |
| 2019-2020  | Canucks de Vancouver  | LNH        | 69  | 22               | 31               | 53               | 21               | 17               | 10 | 2                    | 12                   | 4                    |                      |                      |
| 2020-2021  | Canucks de Vancouver  | LNH        | 56  | 19               | 20               | 39               | 23               | -                | -  | -                    | -                    | -                    |                      |                      |
| 2021-2022  | Canucks de Vancouver  | LNH        | 70  | 31               | 21               | 52               | 40               | -                | -  | -                    | -                    | -                    |                      |                      |
| 2022-2023  | Canucks de Vancouver  | LNH        | 49  | 31               | 23               | 54               | 12               | -                | -  | -                    | -                    | -                    |                      |                      |
| 2022-2023  | Islanders de New York | LNH        | 30  | 7                | 9                | 16               | 6                | 6                | 1  | 1                    | 2                    | 0                    |                      |                      |
| 2023-2024  | Islanders de New York | LNH        | 81  | 33               | 35               | 68               | 39               | 5                | 1  | 2                    | 3                    | 0                    |                      |                      |
| Totaux LNH | Totaux LNH            | Totaux LNH | 732 | 241              | 263              | 504              | 245              | 34               | 13 | 8                    | 21                   | 6                    |                      |                      |

### En équipe nationale
| Année | Équipe     | Compétition                 |    | PJ | B | A | Pts | Pun      |  | Résultat |
| 2014  | Canada U20 | Championnat du monde junior | 7  | 1  | 2 | 3 | 6   | 4e place |  |          |
| 2018  | Canada     | Championnat du monde        | 10 | 3  | 4 | 7 | 0   | 4e place |  |          |

## Trophées et honneurs personnels

### Ligue canadienne de hockey(LCH)
- 2012-2013 : remporte le trophée George-Parsons

### Ligue nationale de hockey
- 2016-2017 : participe au 62e Match des étoiles[14] (1)
- 2022-2023 : participe au 67e Match des étoiles (2)